# Григор, Григорий Григорьевич
Григорий Григорьевич Григор (22 октября [4 ноября] 1884, Полтавская губерния — 18 сентября 1960, Томск) — советский физикогеограф, экспедиционный исследователь, профессор Томского университета.

## Биография
Происходил из семьи мещан: отец был членом городской управы, затем, в 1910—1916 годах, — директором Нежинского городского общественного банка; мать, родом из мещан Полтавской губернии, умерла, когда сыну было 8 лет.
В 1903 году окончил с серебряной медалью Нежинскую классическую гимназию при историко-филологическом институте, в 1910 году — естественное отделение физико-математического факультета Киевского университета. Был оставлен для приготовления к профессорскому званию под руководством И. И. Косоногова при кафедре физики и физической географии. Однако по семейным обстоятельствам переехал в Харьков, где преподавал географию, сначала в женской, а затем — в мужской гимназии (1910—1919); одновременно в 1912—1920 годы работал лаборантом, а затем — ассистентом (преподавателем) Харьковского университета и на Высших женских курсах. Часто выезжал за границу, в том числе в качестве руководителя научно-образовательных экскурсий, организованных Московским обществом распространения технических знаний; во время полугодовой поездки в США участвовал в океанографической
экспедиции, организованной Гарвардским университетом, на восточное побережье США. В 1912 и 1913 годах он участвовал в экспедициях, организованных профессором А. Н. Красновым, в Аджарию — участвовал в создании Чаквинского субтропического ботанического сада (близ Батуми). В 1916 году посетил Соловецкие острова, Мурманское побережье и Новую Землю. Опубликовал ряд научных статей, а совместно с профессором Талиевым издал один из первых в России учебников по естествознанию.
В 1919 году из-за болезни жены переехал в Анапу, где сначала преподавал в мореходном училище, а в сентябре 1920 года занял место преподавателя кафедры экономической географии на рабфаке в Краснодаре. Стал одним из основателей Кубанского педагогического института, — с 22 марта 1922 года — профессор, заведующий кафедрой физической географии, в 1921—1934 годах — декан естественного отделения, а также помощник директора по учебной части (1921—1925 и 1930—1934). Одновременно преподавал в Краснодаре в сельскохозяйственном (1927—1933) и медицинском (1925—1931) институтах. В этот период Г. Г. Григор изучал четвертичные отложения Таманского полуострова, горные озера и ледниковую зону высокогорной части Западного Кавказа; составил первое подробное описание высокогорного озера Рица. Являлся одним из организаторов Кавказского государственного заповедника и его первым директором.
В январе 1934 года был арестован и осуждён на три года лагерей. Наказание отбывал в Сиблаге (Мариинск), где организовал Научно-учебный комбинат, начальником которого был назначен. 24 июня 1935 года был досрочно освобожден и отправлен в Иркутск; с 1 декабря 1936 года заведовал кафедрой физической географии Иркутского университета. По совместительству преподавал в Иркутском педагогическом институте и Институте повышения квалификации народного образования. Проводил исследования Байкала.
С 1 июня 1938 года — заведующий кафедрой физической географии Томского государственного университета, организовал географический факультет и с 1 сентября 1939 по июнь 1948 года был его деканом. Проводил работу по комплексному физико-географическому районированию территории Западной Сибири. Его учеником стал А. A. Земцов.
В 1940—1948 годах работал по совместительству в Томском педагогическом институте.
Умер от сердечной недостаточности, похоронен на Южном кладбище в Томске.
Г. Г. Григор автор около 60 напечатанных работ, однако значительная часть его наследия до сих пор остается неопубликованной.

## Источник
- Григорий Григорьевич Григор. — Иркутск : Изд-во Ин-та географии им. В. Б. Сочавы СО РАН, 2013. — 71 с. — (Выдающиеся географы Сибири). — ISBN 978-5-94797-216-0.

## Рекомендуемая литература
- Руденко, Г. В. Памяти профессора Г. Г. Григора (1884–1960). Жизнь и судьба ученого-географа // Известия Иркутского государственного университета. Серия «Науки о Земле». — 2011. — № 1. — С. 221−234.
- Григор Григорий Григорьевич // Профессора Томского государственного педагогического университета: Биографический словарь / Автор — составитель Т. В. Галкина. Томск: Издательство Томского государственного педагогического университета, 2005 г.